# 皮奥伊州圣若泽
皮奥伊州圣若泽（葡萄牙語：São José do Piauí）是巴西皮奥伊州的一个市镇。总面积330.719平方公里，总人口6872人，人口密度20.8人/平方公里。